# Collegio di Mid Norfolk
Mid Norfolk è un collegio elettorale situato nel Norfolk, nell'Est dell'Inghilterra, e rappresentato alla Camera dei comuni del Parlamento del Regno Unito. Elegge un membro del parlamento con il sistema first-past-the-post, ossia maggioritario a turno unico; l'attuale parlamentare è George Freeman del Partito Conservatore, che rappresenta il collegio dal 2010.

## Estensione

Mid Norfolk dal 2010 al 2024

- 1885-1918: le divisioni sessionali di Forehoes, Guiltcross and Shropham e Mitford and Launditch.
- 1983-1997: i ward del distretto di Breckland di Beetley and Gressenhall, East Dereham Neatherd, East Dereham St Withburga, East Dereham Toftwood, East Dereham Town, Eynsford, Hermitage, Launditch, Mattishall, Shipworth, Springvale, Swanton Morley, Taverner, Two Rivers, Upper Wensum e Upper Yare, e i ward del distretto di Broadland di Acle, Aylsham, Blofield, Brundall, Burlingham, Buxton, Cawston, Coltishall, Drayton, Foulsham, Freethorpe, Great Witchingham, Hainford, Hevingham, Horsford, Plumstead, Rackheath, Reedham, Reepham, South Walsham, Spixworth, St Faiths, Taverham e Wroxham.
- 1997-2010: i ward del distretto di Breckland di Beetley and Gressenhall, East Dereham Neatherd, East Dereham St Withburga, East Dereham Toftwood, East Dereham Town, Eynsford, Hermitage, Launditch, Mattishall, Shipworth, Springvale, Swanton Morley, Taverner, Two Rivers, Upper Wensum e Upper Yare, e i ward del distretto di Broadland di Acle, Aylsham, Blofield, Brundall, Burlingham, Buxton, Cawston, Coltishall, Foulsham, Freethorpe, Great Witchingham, Hainford, Hevingham, Horsford, Plumstead, Rackheath, Reedham, Reepham, South Walsham, Spixworth, St Faiths e Wroxham.
- 2010-2024: i ward del distretto di Breckland di All Saints, Buckenham, Burgh and Haverscroft, Dereham Central, Dereham Humbletoft, Dereham Neatherd, Dereham Toftwood, Eynsford, Haggard De Toni, Hermitage, Launditch, Necton, Queen’s, Shipdham, Springvale and Scarning, Swanton Morley, Taverner, Templar, Two Rivers, Upper Wensum, Upper Yare, Watton e Wissey, e i ward del distretto di South Norfolk di Abbey, Cromwells, Hingham and Deopham, Northfields, Rustens, Town e Wicklewood.
- dal 2024: i ward del distretto di Breckland di All Saints & Wayland; Attleborough Burgh and Haverscroft; Attleborough Queens and Besthorpe; Dereham Neatherd; Dereham Toftwood; Dereham Withburga; Hermitage; Launditch; Lincoln; Mattishall; Necton; Saham Toney; Shipdham-with-Scarning; The Buckenhams and Banham; Upper Wensum e Watton, e i ward del distretto di South Norfolk di Hingham and Deopham e Wicklewood.[1]

## Membri del parlamento
| Elezione | Elezione       | Deputato          | Partito            |                   |
| -------- | -------------- | ----------------- | ------------------ | ----------------- |
|          | 1885           | Robert Gurdon     | Liberale           |                   |
|          | 1886           | Robert Gurdon     | Liberale Unionista |                   |
|          | 1892           | Clement Higgins   | Liberale           |                   |
|          | 1893           | Clement Higgins   | Liberale Unionista |                   |
| 1895 (S) | Robert Gurdon  |                   | Liberale Unionista |                   |
|          | 1895           | Frederick Wilson  | Liberale           |                   |
| 1906     | John Wodehouse |                   | Liberale           |                   |
|          | Gen 1910       | William Boyle     | Liberale Unionista |                   |
|          | 1918 (S)       | Neville Jodrell   | Conservatore       |                   |
|          | 1918           | Collegio abolito  | Collegio abolito   |                   |
|          | 1983           | Collegio ricreato | Collegio ricreato  | Collegio ricreato |
|          | 1983           | Richard Ryder     | Conservatore       |                   |
| 1997     | Keith Simpson  |                   | Conservatore       |                   |
| 2010     | George Freeman |                   | Conservatore       |                   |

## Elezioni

### Elezioni negli anni 2020
| Partito                    | Partito                                   | Candidato                  | Risultati 4 luglio 2024 | Risultati 4 luglio 2024 |
| Partito                    | Partito                                   | Candidato                  | Voti                    | %                       |
| -------------------------- | ----------------------------------------- | -------------------------- | ----------------------- | ----------------------- |
|                            | Conservatore                              | George Freeman             | 16 770                  | 36,54                   |
|                            | Laburista                                 | Michael Rosen              | 13 716                  | 29,88                   |
|                            | Reform UK                                 | Kabeer Kher                | 9 427                   | 20,54                   |
|                            | Lib Dem                                   | Stuart Howard              | 3 126                   | 6,81                    |
|                            | Verdi                                     | Ash Haynes                 | 2 858                   | 6,23                    |
|                            |                                           |                            |                         |                         |
| Iscritti                   | Iscritti                                  | Iscritti                   | 75 238                  | 100,00                  |
| ↳ Votanti (% su iscritti)  | ↳ Votanti (% su iscritti)                 | ↳ Votanti (% su iscritti)  | 45 897                  | 61,00                   |
| ↳ Astenuti (% su iscritti) | ↳ Astenuti (% su iscritti)                | ↳ Astenuti (% su iscritti) | 29 341                  | 39,00                   |
|                            |                                           |                            |                         |                         |
|                            | Esito: collegio confermato a Conservatore |                            |                         |                         |

### Elezioni negli anni 2010
| Partito                    | Partito                                   | Candidato                  | Risultati 12 dicembre 2019 | Risultati 12 dicembre 2019 |
| Partito                    | Partito                                   | Candidato                  | Voti                       | %                          |
| -------------------------- | ----------------------------------------- | -------------------------- | -------------------------- | -------------------------- |
|                            | Conservatore                              | George Freeman             | 35 051                     | 62,38                      |
|                            | Laburista                                 | Adrian Heald               | 12 457                     | 22,17                      |
|                            | Lib Dem                                   | Steffan Aquarone           | 7 739                      | 13,77                      |
|                            | Indipendente                              | P J O'Gorman               | 939                        | 1,67                       |
|                            |                                           |                            |                            |                            |
| Iscritti                   | Iscritti                                  | Iscritti                   | 82 203                     | 100,00                     |
| ↳ Votanti (% su iscritti)  | ↳ Votanti (% su iscritti)                 | ↳ Votanti (% su iscritti)  | 56 186                     | 68,35                      |
| ↳ Astenuti (% su iscritti) | ↳ Astenuti (% su iscritti)                | ↳ Astenuti (% su iscritti) | 26 017                     | 31,65                      |
|                            |                                           |                            |                            |                            |
|                            | Esito: collegio confermato a Conservatore |                            |                            |                            |

| Partito                    | Partito                                   | Candidato                  | Risultati 8 giugno 2017 | Risultati 8 giugno 2017 |
| Partito                    | Partito                                   | Candidato                  | Voti                    | %                       |
| -------------------------- | ----------------------------------------- | -------------------------- | ----------------------- | ----------------------- |
|                            | Conservatore                              | George Freeman             | 32 828                  | 58,97                   |
|                            | Laburista                                 | Sarah Simpson              | 16 742                  | 30,07                   |
|                            | Lib Dem                                   | Fionna Tod                 | 2 848                   | 5,12                    |
|                            | UKIP                                      | Tracy Knowles              | 2 092                   | 3,76                    |
|                            | Verdi                                     | Hannah Lester              | 1 158                   | 2,08                    |
|                            |                                           |                            |                         |                         |
| Iscritti                   | Iscritti                                  | Iscritti                   | 79 982                  | 100,00                  |
| ↳ Votanti (% su iscritti)  | ↳ Votanti (% su iscritti)                 | ↳ Votanti (% su iscritti)  | 55 668                  | 69,60                   |
| ↳ Astenuti (% su iscritti) | ↳ Astenuti (% su iscritti)                | ↳ Astenuti (% su iscritti) | 24 314                  | 30,40                   |
|                            |                                           |                            |                         |                         |
|                            | Esito: collegio confermato a Conservatore |                            |                         |                         |

| Partito                    | Partito                                   | Candidato                  | Risultati 7 maggio 2015 | Risultati 7 maggio 2015 |
| Partito                    | Partito                                   | Candidato                  | Voti                    | %                       |
| -------------------------- | ----------------------------------------- | -------------------------- | ----------------------- | ----------------------- |
|                            | Conservatore                              | George Freeman             | 27 206                  | 52,11                   |
|                            | UKIP                                      | Anna Coke                  | 9 930                   | 19,02                   |
|                            | Laburista                                 | Harry Clarke               | 9 585                   | 18,36                   |
|                            | Lib Dem                                   | Paul Speed                 | 3 300                   | 6,32                    |
|                            | Verdi                                     | Simeon Jackson             | 2 191                   | 4,20                    |
|                            |                                           |                            |                         |                         |
| Iscritti                   | Iscritti                                  | Iscritti                   | 77 008                  | 100,00                  |
| ↳ Votanti (% su iscritti)  | ↳ Votanti (% su iscritti)                 | ↳ Votanti (% su iscritti)  | 52 212                  | 67,80                   |
| ↳ Astenuti (% su iscritti) | ↳ Astenuti (% su iscritti)                | ↳ Astenuti (% su iscritti) | 24 796                  | 32,20                   |
|                            |                                           |                            |                         |                         |
|                            | Esito: collegio confermato a Conservatore |                            |                         |                         |

| Partito                    | Partito                                   | Candidato                  | Risultati 6 maggio 2010 | Risultati 6 maggio 2010 |
| Partito                    | Partito                                   | Candidato                  | Voti                    | %                       |
| -------------------------- | ----------------------------------------- | -------------------------- | ----------------------- | ----------------------- |
|                            | Conservatore                              | George Freeman             | 25 123                  | 49,49                   |
|                            | Lib Dem                                   | David Newman               | 11 267                  | 22,19                   |
|                            | Laburista                                 | Elizabeth Hughes           | 8 857                   | 17,45                   |
|                            | UKIP                                      | Richard Toby Coke          | 2 800                   | 5,52                    |
|                            | Verdi                                     | Tim Birt                   | 1 457                   | 2,87                    |
|                            | BNP                                       | Christene Kelly            | 1 261                   | 2,48                    |
|                            |                                           |                            |                         |                         |
| Iscritti                   | Iscritti                                  | Iscritti                   | 74 217                  | 100,00                  |
| ↳ Votanti (% su iscritti)  | ↳ Votanti (% su iscritti)                 | ↳ Votanti (% su iscritti)  | 50 765                  | 68,40                   |
| ↳ Astenuti (% su iscritti) | ↳ Astenuti (% su iscritti)                | ↳ Astenuti (% su iscritti) | 23 452                  | 31,60                   |
|                            |                                           |                            |                         |                         |
|                            | Esito: collegio confermato a Conservatore |                            |                         |                         |

### Elezioni negli anni 2000
| Partito                    | Partito                                   | Candidato                  | Risultati 5 maggio 2005 | Risultati 5 maggio 2005 |
| Partito                    | Partito                                   | Candidato                  | Voti                    | %                       |
| -------------------------- | ----------------------------------------- | -------------------------- | ----------------------- | ----------------------- |
|                            | Conservatore                              | Keith Simpson              | 23 564                  | 43,05                   |
|                            | Laburista                                 | Daniel Zeichner            | 16 004                  | 29,24                   |
|                            | Lib Dem                                   | Vivienne Clifford-Jackson  | 12 988                  | 23,73                   |
|                            | UKIP                                      | Simon Fletcher             | 2 178                   | 3,98                    |
|                            |                                           |                            |                         |                         |
| Iscritti                   | Iscritti                                  | Iscritti                   | 81 692                  | 100,00                  |
| ↳ Votanti (% su iscritti)  | ↳ Votanti (% su iscritti)                 | ↳ Votanti (% su iscritti)  | 54 734                  | 67,00                   |
| ↳ Astenuti (% su iscritti) | ↳ Astenuti (% su iscritti)                | ↳ Astenuti (% su iscritti) | 26 958                  | 33,00                   |
|                            |                                           |                            |                         |                         |
|                            | Esito: collegio confermato a Conservatore |                            |                         |                         |

| Partito                    | Partito                                   | Candidato                  | Risultati 7 giugno 2001 | Risultati 7 giugno 2001 |
| Partito                    | Partito                                   | Candidato                  | Voti                    | %                       |
| -------------------------- | ----------------------------------------- | -------------------------- | ----------------------- | ----------------------- |
|                            | Conservatore                              | Keith Simpson              | 23 519                  | 44,76                   |
|                            | Laburista                                 | Daniel Zeichner            | 18 957                  | 36,08                   |
|                            | Lib Dem                                   | Vivienne Clifford-Jackson  | 7 621                   | 14,50                   |
|                            | UKIP                                      | Simon Fletcher             | 1 333                   | 2,54                    |
|                            | Verdi                                     | Peter Reeve                | 1 118                   | 2,13                    |
|                            |                                           |                            |                         |                         |
| Iscritti                   | Iscritti                                  | Iscritti                   | 77 162                  | 100,00                  |
| ↳ Votanti (% su iscritti)  | ↳ Votanti (% su iscritti)                 | ↳ Votanti (% su iscritti)  | 52 548                  | 68,10                   |
| ↳ Astenuti (% su iscritti) | ↳ Astenuti (% su iscritti)                | ↳ Astenuti (% su iscritti) | 24 614                  | 31,90                   |
|                            |                                           |                            |                         |                         |
|                            | Esito: collegio confermato a Conservatore |                            |                         |                         |

## Risultati dei referendum

### Referendum sulla permanenza del Regno Unito nell'Unione europea del 2016
|             | Collegio    | Lasciare UE % | Rimanere in UE % |
| ----------- | ----------- | ------------- | ---------------- |
|             | Mid Norfolk | 60,5%         | 39,5%            |
| Inghilterra | 53,3%       | 46,7%         |                  |
| Regno Unito | 51,9%       | 48,1%         |                  |